# چای بعدازظهر
چای بعدازظهر (انگلیسی: Afternoon Tea) عنوان یک نقاشی رنگ روغن بر روی کرباس از هنرمند آمریکایی ریچارد میلر می‌باشد که در سال ۱۹۱۰ طراحی گردید و همانند اغلب آثار دیگر هنرمند، امروزه در موزه هنر ایندیاناپلیس ایندیانا قرار دارد. این اثر هنرمند نشانگر زنی است در یک منظره آفتابی پر از گل که در سبک امپرسیونیسم طرح گردید هر چند رنگ و لعاب نزدیک و متمایزی به ژاپنیسم هم در آن به چشم می‌خورد.

## شرح
نقاشی چای بعدازظهر به عنوان یکی از بهترین نقاشی‌های میلر تلقی می‌شود و با عنوان کاری با اعتماد به نفس بالا، بالغ و قدرتی مطلق در رنگ‌آمیزی مورد تحسین قرار گرفته. میلر رنگ‌های تحریک‌آمیزی همچون قرمز روشن، سبز و بنفش را با مجوزی هنری برای این اثر درهم آمیخته که هدایت شده توسط دکوراسیونی نسبتاً مرتبط به جای حقیقت عینی می‌باشد که شالوده آن طرح نمودن دو زن با یک سایبان ژاپنی است. میلر با بسط دادن یک نقطه کانونی متفاوت از رنگ، طرح و بافت، به طرزی شجاعانه یک مشخصه از سبک خاص امپرسیونیسم ایجاد کرده است. سایبان، وسیله‌ای است که میلر بارها و بارها در آثارش از آن استفاده کرده که طرح مورد علاقه وی با اشکال دایره‌ای یا ساختار کنگره‌ای با طرح سطوح رنگارنگ می‌باشد. ضربه‌های خاص و والای قلم نقاشی تشبیه شده به سکته مغزی، یکی از ویژگی‌های کلیدی آثار بالغ میلر است.